# Étoile de Bessèges 2015
La 45e édition de l'Étoile de Bessèges a eu lieu du 4 au 8 février 2015. La course fait partie du calendrier UCI Europe Tour 2015 en catégorie 2.1.
Elle a été remportée par le Luxembourgeois Bob Jungels (Trek Factory Racing), vainqueur du contre-la-montre final, qui s'impose respectivement de 9 s devant le Français Tony Gallopin, lauréat de la quatrième étape, et 10 s sur le Belge Kris Boeckmans, vainqueur quant à lui de la première étape, tous les deux coureurs de la formation Lotto-Soudal.
Le Belge Edward Theuns (Topsport Vlaanderen-Baloise) remporte le classement par points, les Français Julien Loubet (Marseille 13 KTM) celui de la montagne et Alexis Gougeard (AG2R La Mondiale) celui du meilleur jeune. La formation américaine Trek Factory Racing termine meilleure équipe.

## Présentation

### Parcours

Parcours des étapes
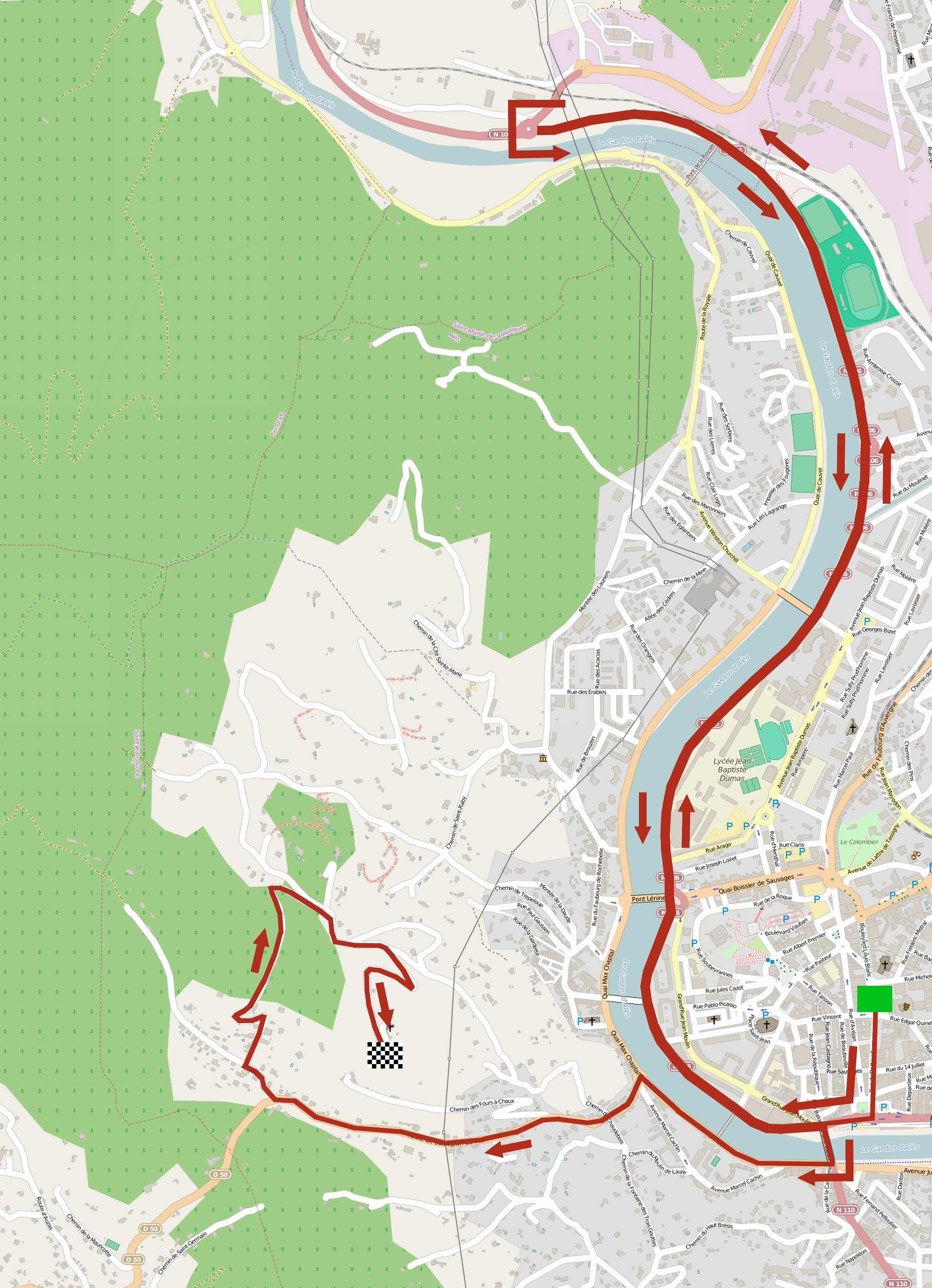
5e étape.

### Équipes
Classée en catégorie 2.1 de l'UCI Europe Tour, l'Étoile de Bessèges est par conséquent ouverte aux WorldTeams dans la limite de 50 % des équipes participantes, aux équipes continentales professionnelles, aux équipes continentales et aux équipes nationales.
Vingt-et-une équipes participent à cette Étoile de Bessèges - quatre WorldTeams, neuf équipes continentales professionnelles et huit équipes continentales :
| UCI WorldTeams      | UCI WorldTeams | UCI WorldTeams |
| Nom de l'équipe     | Pays           | Code           |
| ------------------- | -------------- | -------------- |
| AG2R La Mondiale    | France         | ALM            |
| FDJ                 | France         | FDJ            |
| Lotto-Soudal        | Belgique       | LTS            |
| Trek Factory Racing | États-Unis     | TFR            |

| Équipes continentales professionnelles | Équipes continentales professionnelles | Équipes continentales professionnelles |
| Nom de l'équipe                        | Pays                                   | Code                                   |
| -------------------------------------- | -------------------------------------- | -------------------------------------- |
| Bretagne-Séché Environnement           | France                                 | BSE                                    |
| Caja Rural-Seguros RGA                 | Espagne                                | CJR                                    |
| CCC Sprandi Polkowice                  | Pologne                                | CCC                                    |
| Cofidis                                | France                                 | COF                                    |
| Colombia                               | Colombie                               | COL                                    |
| Europcar                               | France                                 | EUC                                    |
| Roompot                                | Pays-Bas                               | ROO                                    |
| Topsport Vlaanderen-Baloise            | Belgique                               | TSV                                    |
| Wanty-Groupe Gobert                    | Belgique                               | WGG                                    |

| Équipes continentales   | Équipes continentales | Équipes continentales |
| Nom de l'équipe         | Pays                  | Code                  |
| ----------------------- | --------------------- | --------------------- |
| An Post-ChainReaction   | Irlande               | SKT                   |
| Armée de Terre          | France                | ADT                   |
| Auber 93                | France                | AUB                   |
| Marseille 13 KTM        | France                | M13                   |
| Roth-Škoda              | Suisse                | ROT                   |
| Roubaix Lille Métropole | France                | RLM                   |
| Veranclassic-Ekoï       | Belgique              | VER                   |
| Wallonie-Bruxelles      | Belgique              | WBC                   |

## Étapes
| Étape     | Date      | Villes étapes                 |                             | Distance (km) | Vainqueur d’étape | Leader du classement général |
| --------- | --------- | ----------------------------- | --------------------------- | ------------- | ----------------- | ---------------------------- |
| 1re étape | 4 février | Bellegarde - Beaucaire        | Étape de plaine             | 154           | Kris Boeckmans    | Kris Boeckmans               |
| 2e étape  | 5 février | Nîmes - Les Fumades-les-Bains | Étape de plaine             | 154,5         | Roy Jans          | Kris Boeckmans               |
| 3e étape  | 6 février | Bessèges - Bessèges           | Étape de plaine             | 152,6         | Bryan Coquard     | Edward Theuns                |
| 4e étape  | 7 février | L'Ardoise - Laudun            | Étape vallonnée             | 147,1         | Tony Gallopin     | Edward Theuns                |
| 5e étape  | 8 février | Alès - Alès                   | Contre-la-montre individuel | 11,92         | Bob Jungels       | Bob Jungels                  |

## Déroulement de la course

### 1reétape
| Classement de l'étape | Classement de l'étape | Classement de l'étape | Classement de l'étape       | Classement de l'étape |
|                       | Coureur               | Pays                  | Équipe                      | Temps                 |
| --------------------- | --------------------- | --------------------- | --------------------------- | --------------------- |
| 1er                   | Kris Boeckmans        | Belgique              | Lotto-Soudal                | en 3 h 25 min 37 s    |
| 2e                    | Edward Theuns         | Belgique              | Topsport Vlaanderen-Baloise | m.t                   |
| 3e                    | Marco Coledan         | Italie                | Trek Factory Racing         | m.t                   |
| 4e                    | Cyril Gautier         | France                | Europcar                    | m.t                   |
| 5e                    | Julien Duval          | France                | Armée de Terre              | m.t                   |
| 6e                    | Evaldas Šiškevičius   | Lituanie              | Marseille 13 KTM            | m.t                   |
| 7e                    | Arnaud Courteille     | France                | FDJ                         | m.t                   |
| 8e                    | Alexis Gougeard       | France                | AG2R La Mondiale            | m.t                   |
| 9e                    | Loïc Chetout          | France                | Cofidis                     | m.t                   |
| 10e                   | Brian van Goethem     | Pays-Bas              | Roompot                     | m.t                   |
| modifier              |                       |                       |                             |                       |

| Classement général | Classement général  | Classement général | Classement général          | Classement général |
|                    | Coureur             | Pays               | Équipe                      | Temps              |
| ------------------ | ------------------- | ------------------ | --------------------------- | ------------------ |
| 1er                | Kris Boeckmans      | Belgique           | Lotto-Soudal                | en 3 h 25 min 27 s |
| 2e                 | Edward Theuns       | Belgique           | Topsport Vlaanderen-Baloise | + 4 s              |
| 3e                 | Marco Coledan       | Italie             | Trek Factory Racing         | + 6 s              |
| 4e                 | Cyril Gautier       | France             | Europcar                    | + 10 s             |
| 5e                 | Julien Duval        | France             | Armée de Terre              | + 10 s             |
| 6e                 | Evaldas Šiškevičius | Lituanie           | Marseille 13 KTM            | + 10 s             |
| 7e                 | Arnaud Courteille   | France             | FDJ                         | + 10 s             |
| 8e                 | Alexis Gougeard     | France             | AG2R La Mondiale            | + 10 s             |
| 9e                 | Loïc Chetout        | France             | Cofidis                     | + 10 s             |
| 10e                | Brian van Goethem   | Pays-Bas           | Roompot                     | + 10 s             |
| modifier           |                     |                    |                             |                    |

### 2eétape
| Classement de l'étape | Classement de l'étape | Classement de l'étape | Classement de l'étape       | Classement de l'étape |
|                       | Coureur               | Pays                  | Équipe                      | Temps                 |
| --------------------- | --------------------- | --------------------- | --------------------------- | --------------------- |
| 1er                   | Roy Jans              | Belgique              | Wanty-Groupe Gobert         | en 4 h 27 min 54 s    |
| 2e                    | Alexandre Blain       | France                | Marseille 13 KTM            | m.t                   |
| 3e                    | Bob Jungels           | Luxembourg            | Trek Factory Racing         | m.t                   |
| 4e                    | Marco Coledan         | Italie                | Trek Factory Racing         | m.t                   |
| 5e                    | Yannick Martinez      | France                | Europcar                    | m.t                   |
| 6e                    | Olivier Chevalier     | Belgique              | Wallonie-Bruxelles          | m.t                   |
| 7e                    | Antoine Demoitié      | Belgique              | Wallonie-Bruxelles          | m.t                   |
| 8e                    | Baptiste Planckaert   | Belgique              | Roubaix Lille Métropole     | m.t                   |
| 9e                    | Edward Theuns         | Belgique              | Topsport Vlaanderen-Baloise | m.t                   |
| 10e                   | Fábio Silvestre       | Portugal              | Trek Factory Racing         | m.t                   |
| modifier              |                       |                       |                             |                       |

| Classement général | Classement général  | Classement général | Classement général          | Classement général |
|                    | Coureur             | Pays               | Équipe                      | Temps              |
| ------------------ | ------------------- | ------------------ | --------------------------- | ------------------ |
| 1er                | Kris Boeckmans      | Belgique           | Lotto-Soudal                | en 7 h 53 min 21 s |
| 2e                 | Edward Theuns       | Belgique           | Topsport Vlaanderen-Baloise | + 4 s              |
| 3e                 | Marco Coledan       | Italie             | Trek Factory Racing         | + 6 s              |
| 4e                 | Cyril Gautier       | France             | Europcar                    | + 10 s             |
| 5e                 | Alexis Gougeard     | France             | AG2R La Mondiale            | + 10 s             |
| 6e                 | Julien Duval        | France             | Armée de Terre              | + 10 s             |
| 7e                 | Dennis Vanendert    | Belgique           | Lotto-Soudal                | + 10 s             |
| 8e                 | Pim Ligthart        | Pays-Bas           | Lotto-Soudal                | + 10 s             |
| 9e                 | Loïc Chetout        | France             | Cofidis                     | + 10 s             |
| 10e                | Evaldas Šiškevičius | Lituanie           | Marseille 13 KTM            | + 10 s             |
| modifier           |                     |                    |                             |                    |

### 3eétape
| Classement de l'étape | Classement de l'étape | Classement de l'étape | Classement de l'étape       | Classement de l'étape |
|                       | Coureur               | Pays                  | Équipe                      | Temps                 |
| --------------------- | --------------------- | --------------------- | --------------------------- | --------------------- |
| 1er                   | Bryan Coquard         | France                | Europcar                    | en 3 h 48 min 6 s     |
| 2e                    | Giacomo Nizzolo       | Italie                | Trek Factory Racing         | m.t                   |
| 3e                    | Edward Theuns         | Belgique              | Topsport Vlaanderen-Baloise | m.t                   |
| 4e                    | Pim Ligthart          | Pays-Bas              | Lotto-Soudal                | m.t                   |
| 5e                    | Marc Sarreau          | France                | FDJ                         | m.t                   |
| 6e                    | Anthony Maldonado     | France                | Auber 93                    | m.t                   |
| 7e                    | Edwin Ávila           | Colombie              | Colombia                    | m.t                   |
| 8e                    | Justin Jules          | France                | Veranclassic-Ekoï           | m.t                   |
| 9e                    | Julien Duval          | France                | Armée de Terre              | m.t                   |
| 10e                   | Dylan Groenewegen     | Pays-Bas              | Roompot                     | m.t                   |
| modifier              |                       |                       |                             |                       |

| Classement général | Classement général | Classement général | Classement général          | Classement général  |
|                    | Coureur            | Pays               | Équipe                      | Temps               |
| ------------------ | ------------------ | ------------------ | --------------------------- | ------------------- |
| 1er                | Edward Theuns      | Belgique           | Topsport Vlaanderen-Baloise | en 11 h 41 min 24 s |
| 2e                 | Kris Boeckmans     | Belgique           | Lotto-Soudal                | + 3 s               |
| 3e                 | Marco Coledan      | Italie             | Trek Factory Racing         | + 9 s               |
| 4e                 | Cyril Gautier      | France             | Europcar                    | + 11 s              |
| 5e                 | Alexis Gougeard    | France             | AG2R La Mondiale            | + 13 s              |
| 6e                 | Julien Duval       | France             | Armée de Terre              | + 13 s              |
| 7e                 | Pim Ligthart       | Pays-Bas           | Lotto-Soudal                | + 13 s              |
| 8e                 | Loïc Chetout       | France             | Cofidis                     | + 13 s              |
| 9e                 | Eliot Lietaer      | Belgique           | Topsport Vlaanderen-Baloise | + 13 s              |
| 10e                | Brian van Goethem  | Pays-Bas           | Roompot                     | + 13 s              |
| modifier           |                    |                    |                             |                     |

### 4eétape
| Classement de l'étape | Classement de l'étape | Classement de l'étape | Classement de l'étape        | Classement de l'étape |
|                       | Coureur               | Pays                  | Équipe                       | Temps                 |
| --------------------- | --------------------- | --------------------- | ---------------------------- | --------------------- |
| 1er                   | Tony Gallopin         | France                | Lotto-Soudal                 | en 3 h 43 min 51 s    |
| 2e                    | Christophe Laporte    | France                | Cofidis                      | m.t                   |
| 3e                    | Edward Theuns         | Belgique              | Topsport Vlaanderen-Baloise  | m.t                   |
| 4e                    | Fabio Felline         | Italie                | Trek Factory Racing          | m.t                   |
| 5e                    | Roy Jans              | Belgique              | Wanty-Groupe Gobert          | m.t                   |
| 6e                    | Pim Ligthart          | Pays-Bas              | Lotto-Soudal                 | m.t                   |
| 7e                    | Baptiste Planckaert   | Belgique              | Roubaix Lille Métropole      | m.t                   |
| 8e                    | Armindo Fonseca       | France                | Bretagne-Séché Environnement | m.t                   |
| 9e                    | Bob Jungels           | Luxembourg            | Trek Factory Racing          | m.t                   |
| 10e                   | Marco Marcato         | Italie                | Wanty-Groupe Gobert          | m.t                   |
| modifier              |                       |                       |                              |                       |

| Classement général | Classement général | Classement général | Classement général          | Classement général  |
|                    | Coureur            | Pays               | Équipe                      | Temps               |
| ------------------ | ------------------ | ------------------ | --------------------------- | ------------------- |
| 1er                | Edward Theuns      | Belgique           | Topsport Vlaanderen-Baloise | en 15 h 25 min 11 s |
| 2e                 | Kris Boeckmans     | Belgique           | Lotto-Soudal                | + 7 s               |
| 3e                 | Marco Coledan      | Italie             | Trek Factory Racing         | + 13 s              |
| 4e                 | Cyril Gautier      | France             | Europcar                    | + 15 s              |
| 5e                 | Julien Duval       | France             | Armée de Terre              | + 17 s              |
| 6e                 | Pim Ligthart       | Pays-Bas           | Lotto-Soudal                | + 17 s              |
| 7e                 | Alexis Gougeard    | France             | AG2R La Mondiale            | + 17 s              |
| 8e                 | Loïc Chetout       | France             | Cofidis                     | + 17 s              |
| 9e                 | Eliot Lietaer      | Belgique           | Topsport Vlaanderen-Baloise | + 17 s              |
| 10e                | Brian van Goethem  | Pays-Bas           | Roompot                     | + 17 s              |
| modifier           |                    |                    |                             |                     |

### 5eétape
| Classement de l'étape | Classement de l'étape | Classement de l'étape | Classement de l'étape        | Classement de l'étape |
|                       | Coureur               | Pays                  | Équipe                       | Temps                 |
| --------------------- | --------------------- | --------------------- | ---------------------------- | --------------------- |
| 1er                   | Bob Jungels           | Luxembourg            | Trek Factory Racing          | en 17 min 40 s        |
| 2e                    | Tony Gallopin         | France                | Lotto-Soudal                 | + 19 s                |
| 3e                    | Fabio Felline         | Italie                | Trek Factory Racing          | + 20 s                |
| 4e                    | Riccardo Zoidl        | Autriche              | Trek Factory Racing          | + 21 s                |
| 5e                    | Pierre Latour         | France                | AG2R La Mondiale             | + 26 s                |
| 6e                    | Maxime Monfort        | Belgique              | Lotto-Soudal                 | + 27 s                |
| 7e                    | Alexis Gougeard       | France                | AG2R La Mondiale             | + 30 s                |
| 8e                    | Jonathan Hivert       | France                | Bretagne-Séché Environnement | + 32 s                |
| 9e                    | Kris Boeckmans        | Belgique              | Lotto-Soudal                 | + 33 s                |
| 10e                   | Thibaut Pinot         | France                | FDJ                          | + 34 s                |
| modifier              |                       |                       |                              |                       |

## Classements finals

### Classement général final
| Classement général final | Classement général final | Classement général final | Classement général final    | Classement général final |
|                          | Coureur                  | Pays                     | Équipe                      | Temps                    |
| ------------------------ | ------------------------ | ------------------------ | --------------------------- | ------------------------ |
| 1er                      | Bob Jungels              | Luxembourg               | Trek Factory Racing         | en 15 h 43 min 21 s      |
| 2e                       | Tony Gallopin            | France                   | Lotto-Soudal                | + 9 s                    |
| 3e                       | Kris Boeckmans           | Belgique                 | Lotto-Soudal                | + 10 s                   |
| 4e                       | Alexis Gougeard          | France                   | AG2R La Mondiale            | + 17 s                   |
| 5e                       | Edward Theuns            | Belgique                 | Topsport Vlaanderen-Baloise | + 20 s                   |
| 6e                       | Cyril Gautier            | France                   | Europcar                    | + 22 s                   |
| 7e                       | Pierre Latour            | France                   | AG2R La Mondiale            | + 30 s                   |
| 8e                       | Maxime Monfort           | Belgique                 | Lotto-Soudal                | + 31 s                   |
| 9e                       | Eliot Lietaer            | Belgique                 | Topsport Vlaanderen-Baloise | + 31 s                   |
| 10e                      | Pim Ligthart             | Pays-Bas                 | Lotto-Soudal                | + 35 s                   |
| modifier                 |                          |                          |                             |                          |

### Classements annexes
| Classement par points | Classement par points | Classement par points | Classement par points       | Classement par points |
| --------------------- | --------------------- | --------------------- | --------------------------- | --------------------- |
|                       | Coureur               | Pays                  | Équipe                      | Point(s)              |
| 1er                   | Edward Theuns         | Belgique              | Topsport Vlaanderen-Baloise | 65 points             |
| 2e                    | Roy Jans              | Belgique              | Wanty-Groupe Gobert         | 42 pts                |
| 3e                    | Tony Gallopin         | France                | Lotto-Soudal                | 33 pts                |
| modifier              |                       |                       |                             |                       |

| Classement de la montagne | Classement de la montagne | Classement de la montagne | Classement de la montagne    | Classement de la montagne |
| ------------------------- | ------------------------- | ------------------------- | ---------------------------- | ------------------------- |
|                           | Coureur                   | Pays                      | Équipe                       | Point(s)                  |
| 1er                       | Julien Loubet             | France                    | Marseille 13 KTM             | 28 points                 |
| 2e                        | Brice Feillu              | France                    | Bretagne-Séché Environnement | 10 pts                    |
| 3e                        | Flavien Dassonville       | France                    | Auber 93                     | 10 pts                    |
| modifier                  |                           |                           |                              |                           |

| Classement du meilleur jeune | Classement du meilleur jeune | Classement du meilleur jeune | Classement du meilleur jeune | Classement du meilleur jeune |
|                              | Coureur                      | Pays                         | Équipe                       | Temps                        |
| ---------------------------- | ---------------------------- | ---------------------------- | ---------------------------- | ---------------------------- |
| 1er                          | Alexis Gougeard              | France                       | AG2R La Mondiale             | en 15 h 43 min 38 s          |
| 2e                           | Pierre Latour                | France                       | AG2R La Mondiale             | + 13 s                       |
| 3e                           | Antoine Warnier              | Belgique                     | Wallonie-Bruxelles           | + 37 s                       |
| modifier                     |                              |                              |                              |                              |

| Classement par équipes | Classement par équipes | Classement par équipes | Classement par équipes |
|                        | Équipe                 | Pays                   | Temps                  |
| ---------------------- | ---------------------- | ---------------------- | ---------------------- |
| 1re                    | Trek Factory Racing    | États-Unis             | en 47 h 10 min 39 s    |
| 2e                     | Lotto-Soudal           | Belgique               | + 4 s                  |
| 3e                     | AG2R La Mondiale       | France                 | + 50 s                 |
| modifier               |                        |                        |                        |

### UCI Europe Tour
Cette Étoile de Bessèges attribue des points pour l'UCI Europe Tour 2015, par équipes seulement aux coureurs des équipes continentales professionnelles et continentales, individuellement à tous les coureurs sauf ceux faisant partie d'une équipe ayant un label WorldTeam.
| Position,          | 1er | 2e | 3e | 4e | 5e | 6e | 7e | 8e | 9e | 10e | 11e | 12e |
| Classement général | 80  | 56 | 32 | 24 | 20 | 16 | 12 | 8  | 7  | 6   | 5   | 3   |
| Par étape          | 16  | 11 | 6  | 5  | 4  | 2  |    |    |    |     |     |     |
| Leader, par étape  | 8   |    |    |    |    |    |    |    |    |     |     |     |

| Cycliste            | Équipe                       | Général | Étape | Leader | Total |
| ------------------- | ---------------------------- | ------- | ----- | ------ | ----- |
| Edward Theuns       | Topsport Vlaanderen-Baloise  | 20      | 23    | 16     | 59    |
| Cyril Gautier       | Europcar                     | 16      | 5     | -      | 21    |
| Bryan Coquard       | Europcar                     | 3       | 16    | -      | 19    |
| Roy Jans            | Wanty-Groupe Gobert          | -       | 20    | -      | 20    |
| Alexandre Blain     | Marseille 13 KTM             | -       | 11    | -      | 11    |
| Christophe Laporte  | Cofidis                      | -       | 11    | -      | 11    |
| Eliot Lietaer       | Topsport Vlaanderen-Baloise  | 7       | -     | -      | 7     |
| Jonathan Hivert     | Bretagne-Séché Environnement | 5       | -     | -      | 5     |
| Julien Duval        | Armée de Terre               | -       | 4     | -      | 4     |
| Yannick Martinez    | Europcar                     | -       | 4     | -      | 4     |
| Olivier Chevalier   | Wallonie-Bruxelles           | -       | 2     | -      | 2     |
| Anthony Maldonado   | Auber 93                     | -       | 2     | -      | 2     |
| Evaldas Šiškevičius | Marseille 13 KTM             | -       | 2     | -      | 2     |

## Évolution des classements
| Étape              | Vainqueur          | Classement général | Classement par points | Classement de la montagne | Classement du meilleur jeune | Classement par équipes |
| ------------------ | ------------------ | ------------------ | --------------------- | ------------------------- | ---------------------------- | ---------------------- |
| 1                  | Kris Boeckmans     | Kris Boeckmans     | Kris Boeckmans        | Julien Loubet             | Alexis Gougeard              | Lotto-Soudal           |
| 2                  | Roy Jans           | Kris Boeckmans     | Marco Coledan         | Julien Loubet             | Alexis Gougeard              | Lotto-Soudal           |
| 3                  | Bryan Coquard      | Edward Theuns      | Edward Theuns         | Julien Loubet             | Alexis Gougeard              | Lotto-Soudal           |
| 4                  | Tony Gallopin      | Edward Theuns      | Edward Theuns         | Julien Loubet             | Alexis Gougeard              | Lotto-Soudal           |
| 5                  | Bob Jungels        | Bob Jungels        | Edward Theuns         | Julien Loubet             | Alexis Gougeard              | Trek Factory Racing    |
| Classements finals | Classements finals | Bob Jungels        | Edward Theuns         | Julien Loubet             | Alexis Gougeard              | Trek Factory Racing    |

## Liste des participants
- Liste de départ complète

| Légende                             | Légende                                                                                                  | Légende                                | Légende                                                                                                  |
| ----------------------------------- | --- | -------------------------------------- | --- |
| Num                                 | Dossard de départ porté par le coureur sur cette Étoile de Bessèges                                      | Pos                                    | Position finale au classement général                                                                    |
| Leader du classement général        | Indique le vainqueur du classement général                                                               | Leader du classement par points        | Indique le vainqueur du classement par points                                                            |
| Leader du classement de la montagne | Indique le vainqueur du classement de la montagne                                                        | Leader du classement du meilleur jeune | Indique le vainqueur du classement du meilleur jeune                                                     |
|                                     | Indique un maillot de champion national ou mondial, suivi de sa spécialité                               | #                                      | Indique la meilleure équipe                                                                              |
| NP                                  | Indique un coureur qui n'a pas pris le départ d'une étape, suivi du numéro de l'étape où il s'est retiré | AB                                     | Indique un coureur qui n'a pas terminé une étape, suivi du numéro de l'étape où il s'est retiré          |
| HD                                  | Indique un coureur qui a terminé une étape hors des délais, suivi du numéro de l'étape                   | *                                      | Indique un coureur en lice pour le classement du meilleur jeune (coureurs nés après le 1er janvier 1993) |

| Europcar EUC                          | Europcar EUC              | Europcar EUC |
| ------------------------------------- | ------------------------- | ------------ |
| Num                                   | Coureur                   | Pos          |
| 1                                     | Thomas Voeckler (FRA)     | 104e         |
| 2                                     | Pierre Rolland (FRA)      | 128e         |
| 3                                     | Bryan Coquard (FRA)       | 12e          |
| 4                                     | Jérôme Cousin (FRA)       | 26e          |
| 5                                     | Cyril Gautier (FRA)       | 6e           |
| 6                                     | Giovanni Bernaudeau (FRA) | 86e          |
| 7                                     | Yannick Martinez (FRA)    | 96e          |
| 8                                     | Jimmy Engoulvent (FRA)    | 118e         |
| Directeur sportif : Dominique Arnould |                           |              |

| FDJ                             | FDJ                     | FDJ  |
| ------------------------------- | ----------------------- | ---- |
| Num                             | Coureur                 | Pos  |
| 11                              | Thibaut Pinot (FRA)     | 13e  |
| 12                              | Arnaud Courteille (FRA) | NP-5 |
| 13                              | Anthony Geslin (FRA)    | 66e  |
| 14                              | Steve Morabito (SUI)    | 22e  |
| 15                              | Laurent Pichon (FRA)    | 110e |
| 16                              | Kévin Réza (FRA)        | 35e  |
| 17                              | Marc Sarreau (FRA)*     | 39e  |
| 18                              | Benoît Vaugrenard (FRA) | 53e  |
| Directeur sportif : Yvon Madiot |                         |      |

| AG2R La Mondiale ALM                 | AG2R La Mondiale ALM      | AG2R La Mondiale ALM |
| ------------------------------------ | ------------------------- | -------------------- |
| Num                                  | Coureur                   | Pos                  |
| 21                                   | Guillaume Bonnafond (FRA) | 74e                  |
| 22                                   | Alexis Gougeard (FRA)*    | 4e                   |
| 23                                   | Maxime Daniel (FRA)       | AB-3                 |
| 24                                   | Hubert Dupont (FRA)       | 59e                  |
| 25                                   | Ben Gastauer (LUX)        | 55e                  |
| 26                                   | Pierre Latour (FRA)*      | 7e                   |
| 27                                   | Alexis Vuillermoz (FRA)   | 46e                  |
| 28                                   | Hugo Houle (CAN)          | 42e                  |
| Directeur sportif : Stéphane Goubert |                           |                      |

| Trek Factory Racing # TFR          | Trek Factory Racing # TFR      | Trek Factory Racing # TFR |
| ---------------------------------- | ------------------------------ | ------------------------- |
| Num                                | Coureur                        | Pos                       |
| 31                                 | Marco Coledan (ITA)            | 25e                       |
| 32                                 | Stijn Devolder (BEL)           | 19e                       |
| 33                                 | Fabio Felline (ITA)            | 40e                       |
| 34                                 | Bob Jungels (LUX)              | 1er                       |
| 35                                 | Giacomo Nizzolo (ITA)          | 36e                       |
| 36                                 | Fábio Silvestre (POR)          | 52e                       |
| 37                                 | Kristof Vandewalle (BEL) (Clm) | AB-2                      |
| 38                                 | Riccardo Zoidl (AUT) (Route)   | 103e                      |
| Directeur sportif : Alain Gallopin |                                |                           |

| Lotto-Soudal LTS                | Lotto-Soudal LTS         | Lotto-Soudal LTS |
| ------------------------------- | ------------------------ | ---------------- |
| Num                             | Coureur                  | Pos              |
| 41                              | Tony Gallopin (FRA)      | 2e               |
| 42                              | Dennis Vanendert (BEL)   | 54e              |
| 43                              | Sean De Bie (BEL)        | 57e              |
| 44                              | Kris Boeckmans (BEL)     | 3e               |
| 45                              | Maxime Monfort (BEL)     | 8e               |
| 46                              | Sander Armée (BEL)       | 95e              |
| 47                              | Pim Ligthart (NED)       | 10e              |
| 48                              | Tosh Van der Sande (BEL) | 98e              |
| Directeur sportif : Mario Aerts |                          |                  |

| Caja Rural-Seguros RGA CJR             | Caja Rural-Seguros RGA CJR | Caja Rural-Seguros RGA CJR |
| -------------------------------------- | -------------------------- | -------------------------- |
| Num                                    | Coureur                    | Pos                        |
| 51                                     | Ángel Madrazo (ESP)        | 113e                       |
| 52                                     | Carlos Barbero (ESP)       | NP-3                       |
| 53                                     | Miguel Ángel Benito (ESP)* | 29e                        |
| 54                                     | Peio Bilbao (ESP)          | 14e                        |
| 55                                     | Fabricio Ferrari (URU)     | 64e                        |
| 56                                     | Fernando Grijalba (ESP)    | 111e                       |
| 57                                     | Amets Txurruka (ESP)       | NP-5                       |
| 58                                     | Omar Fraile (ESP)          | 106e                       |
| Directeur sportif : Eugenio Goikoetxea |                            |                            |

| Cofidis COF                          | Cofidis COF               | Cofidis COF |
| ------------------------------------ | ------------------------- | ----------- |
| Num                                  | Coureur                   | Pos         |
| 61                                   | Gert Jõeäär (EST) (Clm)   | 20e         |
| 62                                   | Christophe Laporte (FRA)  | 16e         |
| 63                                   | Rudy Molard (FRA)         | 83e         |
| 64                                   | Stéphane Rossetto (FRA)   | 114e        |
| 65                                   | Loïc Chetout (FRA)        | 24e         |
| 66                                   | Anthony Turgis (FRA)*     | 32e         |
| 67                                   | Kenneth Vanbilsen (BEL)   | 31e         |
| 68                                   | Michael Van Staeyen (BEL) | 49e         |
| Directeur sportif : Jean-Luc Jonrond |                           |             |

| CCC Sprandi Polkowice CCC            | CCC Sprandi Polkowice CCC    | CCC Sprandi Polkowice CCC |
| ------------------------------------ | ---------------------------- | ------------------------- |
| Num                                  | Coureur                      | Pos                       |
| 71                                   | Davide Rebellin (ITA)        | 51e                       |
| 72                                   | Jan Hirt (CZE)               | 133e                      |
| 73                                   | Branislau Samoilau (BLR)     | 127e                      |
| 74                                   | Nikolay Mihaylov (BUL) (Clm) | NP-5                      |
| 75                                   | Marek Rutkiewicz (POL)       | 129e                      |
| 76                                   | Stefan Schumacher (GER)      | AB-1                      |
| 77                                   | Adrian Honkisz (POL)         | 69e                       |
| 78                                   | Mateusz Taciak (POL)         | 132e                      |
| Directeur sportif : Robert Krajewski |                              |                           |

| Colombia COL                        | Colombia COL             | Colombia COL |
| ----------------------------------- | ------------------------ | ------------ |
| Num                                 | Coureur                  | Pos          |
| 81                                  | Edwin Ávila (COL)        | 84e          |
| 82                                  | Leonardo Duque (COL)     | 67e          |
| 83                                  | Camilo Castiblanco (COL) | 97e          |
| 84                                  | Brayan Ramírez (COL)     | 85e          |
| 85                                  | Sebastián Molano (COL)*  | 90e          |
| 86                                  | Walter Pedraza (COL)     | 65e          |
| 87                                  | Carlos Ramírez (COL)*    | 130e         |
| 88                                  | Carlos Quintero (COL)    | AB-3         |
| Directeur sportif : Valerio Tebaldi |                          |              |

| Wallonie-Bruxelles WBC                | Wallonie-Bruxelles WBC   | Wallonie-Bruxelles WBC |
| ------------------------------------- | ------------------------ | ---------------------- |
| Num                                   | Coureur                  | Pos                    |
| 91                                    | Olivier Chevalier (BEL)  | 82e                    |
| 92                                    | Sébastien Delfosse (BEL) | 79e                    |
| 93                                    | Antoine Demoitié (BEL)   | 33e                    |
| 94                                    | Gaëtan Pons (BEL)        | 116e                   |
| 95                                    | Grégory Habeaux (BEL)    | 70e                    |
| 96                                    | Kevyn Ista (BEL)         | 81e                    |
| 97                                    | Antoine Warnier (BEL)*   | 18e                    |
| 98                                    | Julien Stassen (BEL)     | NP-5                   |
| Directeur sportif : Frédéric Amorison |                          |                        |

| Bretagne-Séché Environnement BSE | Bretagne-Séché Environnement BSE | Bretagne-Séché Environnement BSE |
| -------------------------------- | -------------------------------- | -------------------------------- |
| Num                              | Coureur                          | Pos                              |
| 101                              | Brice Feillu (FRA)               | 88e                              |
| 102                              | Romain Feillu (FRA)              | 62e                              |
| 103                              | Jonathan Hivert (FRA)            | 11e                              |
| 104                              | Florian Vachon (FRA)             | AB-2                             |
| 105                              | Pierrick Fédrigo (FRA)           | 56e                              |
| 106                              | Arnaud Gérard (FRA)              | 77e                              |
| 107                              | Armindo Fonseca (FRA)            | 101e                             |
| 108                              | Eduardo Sepúlveda (ARG)          | 76e                              |
| Directeur sportif : Roger Tréhin |                                  |                                  |

| Wanty-Groupe Gobert WGG                      | Wanty-Groupe Gobert WGG  | Wanty-Groupe Gobert WGG |
| -------------------------------------------- | ------------------------ | ----------------------- |
| Num                                          | Coureur                  | Pos                     |
| 111                                          | Simone Antonini (ITA)    | 68e                     |
| 112                                          | Frederik Backaert (BEL)  | 47e                     |
| 113                                          | Roy Jans (BEL)           | 27e                     |
| 114                                          | Björn Leukemans (BEL)    | 34e                     |
| 115                                          | Marco Marcato (ITA)      | 15e                     |
| 116                                          | Boris Dron (BEL)         | 107e                    |
| 117                                          | Kévin Van Melsen (BEL)   | 109e                    |
| 118                                          | Frederik Veuchelen (BEL) | 50e                     |
| Directeur sportif : Hilaire Van der Schueren |                          |                         |

| Auber 93 AUB                         | Auber 93 AUB              | Auber 93 AUB |
| ------------------------------------ | ------------------------- | ------------ |
| Num                                  | Coureur                   | Pos          |
| 121                                  | Julien Guay (FRA)         | 117e         |
| 122                                  | Flavien Dassonville (FRA) | 93e          |
| 123                                  | César Bihel (FRA)         | 134e         |
| 124                                  | Alo Jakin (EST) (Route)   | 44e          |
| 125                                  | Anthony Maldonado (FRA)   | 102e         |
| 126                                  | Maxime Renault (FRA)      | 120e         |
| 127                                  | Steven Tronet (FRA)       | 122e         |
| 128                                  | Théo Vimpère (FRA)        | 119e         |
| Directeur sportif : Stéphane Javalet |                           |              |

| Topsport Vlaanderen-Baloise TSV       | Topsport Vlaanderen-Baloise TSV | Topsport Vlaanderen-Baloise TSV |
| ------------------------------------- | ------------------------------- | ------------------------------- |
| Num                                   | Coureur                         | Pos                             |
| 131                                   | Sander Helven (BEL)             | 91e                             |
| 132                                   | Eliot Lietaer (BEL)             | 9e                              |
| 133                                   | Floris De Tier (BEL)            | 58e                             |
| 134                                   | Bert Van Lerberghe (BEL)        | 80e                             |
| 135                                   | Pieter Jacobs (BEL)             | 125e                            |
| 136                                   | Oliver Naesen (BEL)             | 100e                            |
| 137                                   | Edward Theuns (BEL)             | 5e                              |
| 138                                   | Arthur Vanoverberghe (BEL)      | 89e                             |
| Directeur sportif : Walter Planckaert |                                 |                                 |

| Roth-Škoda ROT                       | Roth-Škoda ROT           | Roth-Škoda ROT |
| ------------------------------------ | ------------------------ | -------------- |
| Num                                  | Coureur                  | Pos            |
| 141                                  | Yannick Eckmann (USA)*   | AB-3           |
| 142                                  | Nico Brüngger (SUI)      | NP-5           |
| 143                                  | Dylan Page (SUI)*        | NP-5           |
| 144                                  | Colin Stüssi (SUI)*      | AB-1           |
| 145                                  | Michael Bresciani (ITA)* | NP-2           |
| 146                                  | Roland Thalmann (SUI)*   | AB-3           |
| 147                                  | Lukas Jaun (SUI)         | AB-3           |
| 148                                  | Andrea Vaccher (ITA)     | NP-5           |
| Directeur sportif : Mirco Lorenzetto |                          |                |

| Roubaix Lille Métropole RLM            | Roubaix Lille Métropole RLM | Roubaix Lille Métropole RLM |
| -------------------------------------- | --------------------------- | --------------------------- |
| Num                                    | Coureur                     | Pos                         |
| 151                                    | Julien Antomarchi (FRA)     | 121e                        |
| 152                                    | Rudy Barbier (FRA)          | 63e                         |
| 153                                    | Thomas Damuseau (FRA)       | 75e                         |
| 154                                    | Timothy Dupont (BEL)        | 115e                        |
| 155                                    | Romain Pillon (FRA)         | 123e                        |
| 156                                    | Baptiste Planckaert (BEL)   | 17e                         |
| 157                                    | Anthony Turgis (FRA)        | 108e                        |
| 158                                    | Maxime Vantomme (BEL)       | NP-5                        |
| Directeur sportif : Frédéric Delcambre |                             |                             |

| Roompot ROO                         | Roompot ROO              | Roompot ROO |
| ----------------------------------- | ------------------------ | ----------- |
| Num                                 | Coureur                  | Pos         |
| 161                                 | Johnny Hoogerland (NED)  | 92e         |
| 162                                 | Michel Kreder (NED)      | 60e         |
| 163                                 | Wesley Kreder (NED)      | 94e         |
| 164                                 | Tim Kerkhof (NED)*       | 73e         |
| 165                                 | Dylan Groenewegen (NED)* | 41e         |
| 166                                 | André Looij (NED)*       | 71e         |
| 167                                 | Ivar Slik (NED)*         | 136e        |
| 168                                 | Brian van Goethem (NED)  | 21e         |
| Directeur sportif : Michael Boogerd |                          |             |

| Marseille 13 KTM M13                    | Marseille 13 KTM M13      | Marseille 13 KTM M13 |
| --------------------------------------- | ------------------------- | -------------------- |
| Num                                     | Coureur                   | Pos                  |
| 171                                     | Ignatas Konovalovas (LTU) | 30e                  |
| 172                                     | Julien El Fares (FRA)     | 28e                  |
| 173                                     | Julien Loubet (FRA)       | 37e                  |
| 174                                     | Alexandre Blain (FRA)     | 45e                  |
| 175                                     | Benjamin Giraud (FRA)     | 38e                  |
| 176                                     | Yoann Paillot (FRA)       | 48e                  |
| 177                                     | Evaldas Šiškevičius (LTU) | NP-4                 |
| 178                                     | Rémy Di Grégorio (FRA)    | AB-3                 |
| Directeur sportif : Freddy Lecarpentier |                           |                      |

| An Post-ChainReaction SKT         | An Post-ChainReaction SKT          | An Post-ChainReaction SKT |
| --------------------------------- | ---------------------------------- | ------------------------- |
| Num                               | Coureur                            | Pos                       |
| 181                               | Eoin McCarthy (IRL)*               | AB-3                      |
| 182                               | Alexander Maes (BEL)*              | 126e                      |
| 183                               | Xandro Meurisse (BEL)              | 99e                       |
| 184                               | Paulius Šiškevičius (LTU)* (Route) | 112e                      |
| 185                               | Conor Dunne (IRL)                  | AB-4                      |
| 186                               | Jens Vandenbogaerde (BEL)          | NP-2                      |
| 187                               | Alistair Slater (GBR)*             | 78e                       |
| 188                               | Ryan Mullen (IRL)* (Route)         | 87e                       |
| Directeur sportif : Kurt Bogaerts |                                    |                           |

| Armée de Terre ADT               | Armée de Terre ADT       | Armée de Terre ADT |
| -------------------------------- | ------------------------ | ------------------ |
| Num                              | Coureur                  | Pos                |
| 191                              | Yann Guyot (FRA)         | 131e               |
| 192                              | Benoît Sinner (FRA)      | 43e                |
| 193                              | Julien Duval (FRA)       | 23e                |
| 194                              | Bryan Alaphilippe (FRA)* | AB-3               |
| 195                              | Alexis Bodiot (FRA)      | AB-4               |
| 196                              | Julien Gonnet (FRA)      | AB-3               |
| 197                              | Yoann Barbas (FRA)       | 72e                |
| 198                              | David Cherbonnet (FRA)*  | AB-3               |
| Directeur sportif : Jimmy Casper |                          |                    |

| Veranclassic-Ekoï VER               | Veranclassic-Ekoï VER           | Veranclassic-Ekoï VER |
| ----------------------------------- | ------------------------------- | --------------------- |
| Num                                 | Coureur                         | Pos                   |
| 201                                 | Sébastien Rosseler (BEL)        | NP-5                  |
| 202                                 | Edwig Cammaerts (BEL)           | 135e                  |
| 203                                 | Serge Dewortelaer (BEL)         | 124e                  |
| 204                                 | Gorik Gardeyn (BEL)             | NP-5                  |
| 205                                 | Justin Jules (FRA)              | 61e                   |
| 206                                 | Robin Stenuit (BEL)             | AB-2                  |
| 207                                 | Thomas Vaubourzeix (FRA)        | 105e                  |
| 208                                 | Francesco Van Coppernolle (BEL) | NP-5                  |
| Directeur sportif : Willy Teirlinck |                                 |                       |